# Helden
Helden è una località olandese situata nel comune di Peel en Maas, nella provincia del Limburgo.

## Geografia antropica

### Frazioni
| N. | Frazione    | Abitanti |
| -- | ----------- | -------- |
| 1  | Panningen   | 7775     |
| 2  | Helden      | 5847     |
| 3  | Beringe     | 2145     |
| 4  | Grashoek    | 1657     |
| 5  | Koningslust | 1234     |
| 6  | Egchel      | 929      |